# Peleteria californiensis
Peleteria californiensis är en tvåvingeart som först beskrevs av Macquart 1851.  Peleteria californiensis ingår i släktet Peleteria och familjen parasitflugor.
Artens utbredningsområde är Kalifornien. Inga underarter finns listade i Catalogue of Life.